# 宿老
宿老（日语：／ Shukurō）是日本用語。指累積許多經驗的老人，後來變成老臣和家老等有著重要地位的人的稱呼。意思是『宿德老成』的人。

## 概要
在平安時代的朝廷中，被用作指稱老練公卿，藤原經宗被稱為「朝之宿老」（朝の宿老）、「國之重臣」（国の重臣）。在『源平盛衰記』中亦記述源資賢為『古人之宿老』（古人の宿老）。
鎌倉幕府稱評定眾、引付眾為宿老，室町幕府亦沿用之。不過室町幕府有時會稱引付眾為中老。在守護大名和戰國大名的家中，亦被用作職制和重臣的稱呼。
在江戶時代，被用作稱呼幕府的老中和諸大名家的家老。亦用作稱呼參加年寄役、捕鯨的勢子船的指揮者。
在近代日本中，亦被用作日常用語，在八幡製鐵所中，特別優秀的熟練工會被指定為「宿老」，沒有退休年齡並一直受雇。